# Vouzan
Vouzan är en kommun i departementet Charente i regionen Nouvelle-Aquitaine i västra Frankrike. Kommunen ligger  i kantonen Soyaux som ligger i arrondissementet Angoulême. År 2022 hade Vouzan 822 invånare.

## Befolkningsutveckling
Antalet invånare i kommunen Vouzan
Referens:INSEE